# Ken Buchanan
Ken Buchanan (Edimburgo; 28 de junio de 1945-1 de abril de 2023), conocido como Carpintero Peleador, fue un boxeador escocés, campeón mundial de peso ligero.

## Trayectoria
Antes de convertirse en profesional, Buchanan fue campeón de peso pluma de la ABA en 1965. Comenzó a boxear profesionalmente el 20 de septiembre de 1965, venciendo a Brian Tonks por nocaut en el segundo asalto en Londres. Pasó gran parte de la primera parte de su carrera luchando contra oponentes poco distinguidos en Inglaterra. Su debut en Escocia se produjo en su pelea número 17, cuando superó por puntos a John McMillan en 10 asaltos el 23 de enero de 1967. Antes de eso, también había vencido a Ivan Whiter por decisión en 8 asaltos.
En septiembre de ese año, Buchanan viajó a Puerto Rico, donde se encontraría con Ismael Laguna, el campeón mundial de peso ligero de Panamá, el 26 de septiembre de 1970. Muchos expertos creían que el clima cálido de San Juan, Puerto Rico afectaría a Buchanan, pero venció a Laguna por decisión en 15 asaltos para convertirse en campeón mundial de peso ligero.
En ese momento, la Asociación Mundial de Boxeo y la Junta de Control de Boxeo Británico (BBBofC) estaban en medio de una disputa y a Buchanan no se le permitió pelear solo por el título de la AMB en Gran Bretaña. Terminó 1970 venciendo a Donato Paduano por una decisión de 10 asaltos en una pelea sin título el 7 de diciembre de 1970. Buchanan derrotó a Rubén Navarro en Los Ángeles el 12 de febrero de 1971, defendió el campeonato de la AMB y adquirió el campeonato vacante del Consejo Mundial de Boxeo y  se convirtió en el campeón mundial indiscutible de peso ligero. Después de eso, a Buchanan se le permitió pelear por el campeonato mundial en Gran Bretaña. Buchanan derrotó al ex campeón mundial de peso wélter júnior el venezolano Carlos "Morocho" Hernández por nocaut en el octava asalto, en Wembley el 11 de mayo de 1971.

## Muerte
Buchanan murió el 1 de abril de 2023, tras sufrir complicaciones a causa de la demencia que padecía. Tenía 77 años.